# Токуй ката
Токуй-ката (яп. 特型形, Tokui Kata) — термін у карате, що позначає обрану або улюблену ката спортсмена, яку він демонструє на змаганнях. Зазвичай це одна з найкраще відпрацьованих форм, яка найповніше виражає технічну майстерність, фізичну підготовку й особистий стиль каратиста.

## Опис
У сучасних змаганнях з карате, зокрема в WKF (Всесвітній федерації карате) чи SKIF, атлет виконує кілька ката в різних раундах, але на вирішальному етапі часто обирає токуй-ката — тобто ту, яку найкраще знає та впевнено демонструє. Цей вибір зазвичай залежить від таких чинників:
- технічної складності ката,
- фізичної відповідності (швидкість, гнучкість, сила спортсмена),
- стратегії, яка дозволяє отримати вищі оцінки суддів.

Термін *токуй* (特型 або 得意) перекладається як «улюблений», «сильний бік», «спеціалізація».

## Приклади
Наприклад, каратист може спеціалізуватися на ката Unsu, Gojushiho Sho або Kanku Sho. Зазвичай майстри карате Шотокан обирають складні форми, які демонструють рівень дану.

## Роль у тренувальному процесі
У процесі підготовки токуй-ката відпрацьовується з особливою ретельністю. Часто тренер і спортсмен формують стиль виконання з урахуванням:
- музичності рухів,
- логічного структурування технік,
- оптимального темпу (хикіте, кії, кеме тощо),
- підкреслення бойового духу (зансін).

## У різних стилях карате
У різних школах карате (наприклад, Шотокан, Ґодзюрю, Сьотокай) термін токуй-ката може застосовуватися до різних форм. Проте загальний принцип — вибір найсильнішої ката — спільний для всіх напрямів.